# باشگاه والیبال بانک سرمایه
باشگاه فرهنگی ورزشی بانک سرمایه یک باشگاه والیبال ایرانی است که در سال ۱۳۹۴ در تهران تأسیس شد. صاحب و حامی مالی این باشگاه، بانک سرمایه می‌باشد. این تیم پس از سه قهرمانی پیاپی در لیگ برتر والیبال ایران در اسفند ۱۳۹۶ تصمیم به انصراف از شرکت در مسابقات والیبال گرفت.  تیم زنان این باشگاه نیز در مسابقات لیگ والیبال زنان کشور شرکت کرد و در لیگ سال ۱۳۹۵ به مقام قهرمانی کشور رسید.

## تاریخچه و نتایج
در سال ۱۳۹۴ بانک سرمایه برای حضور در سوپر لیگ والیبال ایران اعلام آمادگی نمود. این تیم در اولین سال حضور خود در لیگ برتر با جذب بازیکنان مطرح فعالیت خود را آغاز کرد و در اولین سال حضور خود در سوپر لیگ ضمن رسیدن به مقام قهرمانی لیگ برتر، سهمیه حضور در جام باشگاه‌های آسیا را هم به دست آورد و در نهایت به فینال باشگاه‌های آسیا صعود کرد و با پیروزی در مقابل العربی قطر قهرمان قهرمانی باشگاه‌های آسیا ۲۰۱۶ شد.
تیم بانوان باشگاه والیبال بانک سرمایه نیز برای اولین بار در پانزدهمین دوره مسابقات لیگ برتر بانوان ایران ۱۳۹۵ شرکت کرد و در اولین حضور خود قهرمان لیگ برتر شد.
تیم والیبال مردان باشگاه سرمایه نیز در سال ۱۳۹۵ برای دومین سال پیاپی قهرمانی لیگ برتر و در سال ۱۳۹۶ قهرمانی جام باشگاه‌های آسیا خود را تکرار کرد. تیم مردان این باشگاه در سال ۱۳۹۶ برای سومین بار پیاپی قهرمان لیگ برتر شد. این تیم در اسفند ۱۳۹۶ پس قهرمانی سوم در لیگ برتر والیبال ایران منحل شد.

## ترکیب تیم مردان

### سال ۱۳۹۶
سرمربی: مصطفی کارخانه
مربی : رحمان محمدی راد
مربی : کامبیز یعقوبی
فیزیوتراپیست : سیامک افروزی
| شماره | نام بازیکن        | پست                    |
| ----- | ----------------- | ---------------------- |
| ۱     | شهرام محمودی      | پشت‌خط زن               |
| ۲     | توحید صمدی        | سرعتی زن               |
| ۴     | ووین چاچیچ        | دریافت‌کننده قدرتی      |
| ۵     | فرهاد قائمی       | دریافت‌کننده قدرتی      |
| ۶     | سید محمد موسوی    | مدافع میانی            |
| ۷     | قاسم کارخانه      | دریافت‌کننده قدرتی      |
| ۹     | عادل غلامی        | مدافع میانی            |
| ۱۲    | مجتبی میرزاجانپور | دریافت کننده، قدرتی زن |
| ۱۳    | مهدی مهدوی        | پاسور                  |
| ۱۴    | علی شفیعی         | مدافع میانی            |
| ۱۵    | لوکاس ژیگادلو     | پاسور                  |
| ۱۷    | مجتبی یوسفی       | لیبرو                  |

### سال ۱۳۹۵
سرمربی: مصطفی کارخانه
مربی : محمدرضا تندروان
فیزیوتراپیست : سیامک افروزی
| شماره | نام بازیکن     | پست               |
| ----- | -------------- | ----------------- |
| ۱     | شهرام محمودی   | پشت‌خط زن          |
| ۲     | میلاد عبادی‌پور | دریافت‌کننده قدرتی |
| ۴     | ووین چاچیچ     | دریافت‌کننده قدرتی |
| ۵     | فرهاد قائمی    | دریافت‌کننده قدرتی |
| ۶     | سید محمد موسوی | مدافع میانی       |
| ۷     | قاسم کارخانه   | دریافت‌کننده قدرتی |
| ۸     | فرهاد ظریف     | لیبرو             |
| ۹     | عادل غلامی     | مدافع میانی       |
| ۱۳    | مهدی مهدوی     | پاسور             |
| ۱۴    | علی شفیعی      | مدافع میانی       |
| ۱۵    | لوکاش ژیگادلو  | پاسور             |
| ۱۶    | علیرضا جلالی   | پشت‌خط زن          |

### سال ۱۳۹۴
سرمربی: مصطفی کارخانه
مربی : محمدرضا تندروان
فیزیوتراپیست : سیامک افروزی
| شماره | نام بازیکن       | پست               |
| ----- | ---------------- | ----------------- |
| ۱     | شهرام محمودی     | پشت‌خط زن          |
| ۲     | حسین حسن‌پور      | مدافع میانی       |
| ۳     | فرهاد قائمی      | دریافت‌کننده قدرتی |
| ۴     | محمدرضا سلیمانی  | پشت‌خط زن          |
| ۵     | محمد فلاح        | مدافع میانی       |
| ۶     | سید محمد موسوی   | مدافع میانی       |
| ۷     | قاسم کارخانه     | دریافت‌کننده قدرتی |
| ۸     | فرهاد ظریف       | لیبرو             |
| ۹     | عادل غلامی       | مدافع میانی       |
| ۱۰    | علیرضا مباشری    | دریافت‌کننده قدرتی |
| ۱۲    | فرهاد نظری افشار | دریافت‌کننده قدرتی |
| ۱۳    | مهدی مهدوی       | پاسور             |
| ۱۵    | لوکاش ژیگادلو    | پاسور             |
| ۱۶    | بابک موسوی       | دریافت‌کننده قدرتی |
| ۱۸    | فرامرز ظریف      | لیبرو             |

## تیم بانوان
باشگاه بانک سرمایه با حمایت از نماینده ایران در جام باشگاه‌های آسیا سال ۱۳۹۵، در والیبال بانوان سرمایه‌گذاری کرد.

### سال ۱۳۹۵
ترکیب جام باشگاه‌های آسیا
| سرمربی: | مایدا چیچیچ |

| شماره | نام بازیکن                          | پست               |
| ----- | ----------------------------------- | ----------------- |
| ۲     | [[نگین شیرتری\|]] نگین شیرتری فومنی | پاسور             |
| ۴     | [[سودابه باقرپور\|]] سودابه باقرپور | مدافع میانی       |
| ۶     | [[شبنم علیخانی\|]] شبنم علیخانی     | پاسور             |
| ۷     | [[زینب گیوه\|]] زینب گیوه           | دریافت‌کننده قدرتی |
| ۸     | [[مهسا صابری\|]] مهسا صابری         | دریافت‌کننده قدرتی |
| ۹     | [[ندا چملانیان\|]] ندا چملانیان     | پشت‌خط زن          |
| ۱۰    | مائده برهانی اصفهانی                | پشت‌خط زن          |
| ۱۱    | [[مهسا کدخدا\|]] مهسا کدخدا         | دریافت‌کننده قدرتی |
| ۱۲    | فرزانه زارعی                        | دریافت‌کننده قدرتی |
| ۱۳    | نگار کیانی                          | لیبرو             |
| ۱۶    | فرنوش شیخی                          | مدافع میانی       |
| ۱۷    | [[شکوفه صفری\|]] شکوفه صفری         | مدافع میانی       |

## افتخارات
- لیگ برتر ایران
  -  قهرمانی (۳): ۱۳۹۴، ۱۳۹۵، ۱۳۹۶
- جام باشگاه‌های آسیا
  -  قهرمانی (۲): ۲۰۱۶، ۲۰۱۷
- قهرمانی باشگاه‌های جهان

هفتمین مکان (۱): ۲۰۱۷

## بازیکنان سرشناس
| ۱۳۹۴ – ۱۳۹۶ | شهرام محمودی     |
| ۱۳۹۴ – ۱۳۹۶ | سید محمد موسوی   |
| ۱۳۹۴ – ۱۳۹۶ | فرهاد ظریف       |
| ۱۳۹۴ – ۱۳۹۶ | عادل غلامی       |
| ۱۳۹۴        | علیرضا مباشری    |
| ۱۳۹۴        | فرهاد نظری افشار |
| ۱۳۹۴ – ۱۳۹۶ | مهدی مهدوی       |
| ۱۳۹۵ – ۱۳۹۶ | میلاد عبادی‌پور   |
| ۱۳۹۵ – ۱۳۹۶ | فرهاد قائمی      |

| ۱۳۹۴–۱۳۹۶ | لوکاش ژیگادلو |
| ۱۳۹۵      | یوسلیدر کالا  |
| ۱۳۹۵–۱۳۹۶ | ووین چاچیچ    |